# 1314 Paula
1314 Paula (1933 SC) là một tiểu hành tinh vành đai chính được phát hiện ngày 16 tháng 9 năm 1933 bởi S. Arend ở Uccle.